# Juliette Mars
Juliette Mars (geboren in Frankreich) ist eine französische Opernsängerin der Stimmlage Mezzosopran.

## Leben und Werk
Mars studierte Cello und Gesang in Lyon und Paris und erzielte Erfolge bei internationalen Gesangswettbewerben. Nach ersten Engagements in Saint-Étienne und Marseille gehörte sie ab der Spielzeit 2006/07 dem Ensemble der Wiener Staatsoper an. Dort war sie in mehr als 40 Partien zu hören, sang parallel dazu aber auch in Nizza, Paris und an der Volksoper Wien. Im Sommer 2010 gastierte sie als Carmen für zwölf Vorstellungen bei den Festspielen Opéras en plein air in Paris. In der Spielzeit 2014/2015 gab sie in der Wiener Volksoper ihr Rollendebüt als Hänsel in Humperdincks Hänsel und Gretel, im Herbst 2016 sang sie an diesem Haus Nicklausse und die Muse in Offenbachs Hoffmanns Erzählungen. Im Februar 2017 übernahm sie die Dorabella in Mozarts Così fan tutte im Schloss Laxenburg, im Juli 2017 die Titelrolle in der Uraufführung von Bruno Strobls Weibspassion Hemma beim Carinthischen Sommer. Im Oktober 2017 debütierte sie am Theater an der Wien als Margret in Wozzeck von Georg Büchner und Alban Berg. Im Juni 2018 wird die Sängerin am Paris Théâtre des Champs-Élysées debütieren, als Siebel in einer konzertanten Aufführung des Faust von Charles Gounod.
Juliette Mars sang unter der musikalischen Leitung von Alain Altinoglu, Bertrand de Billy, Ivor Bolton, Frédéric Chaslin, Jesús López Cobos, Fabio Luisi, Evelino Pidò, Ingo Metzmacher, Sir Simon Rattle, Peter Schneider, Jean-Christophe Spinosi, Christian Thielemann, Franz Welser-Möst und Simone Young.